# Marion Josserand

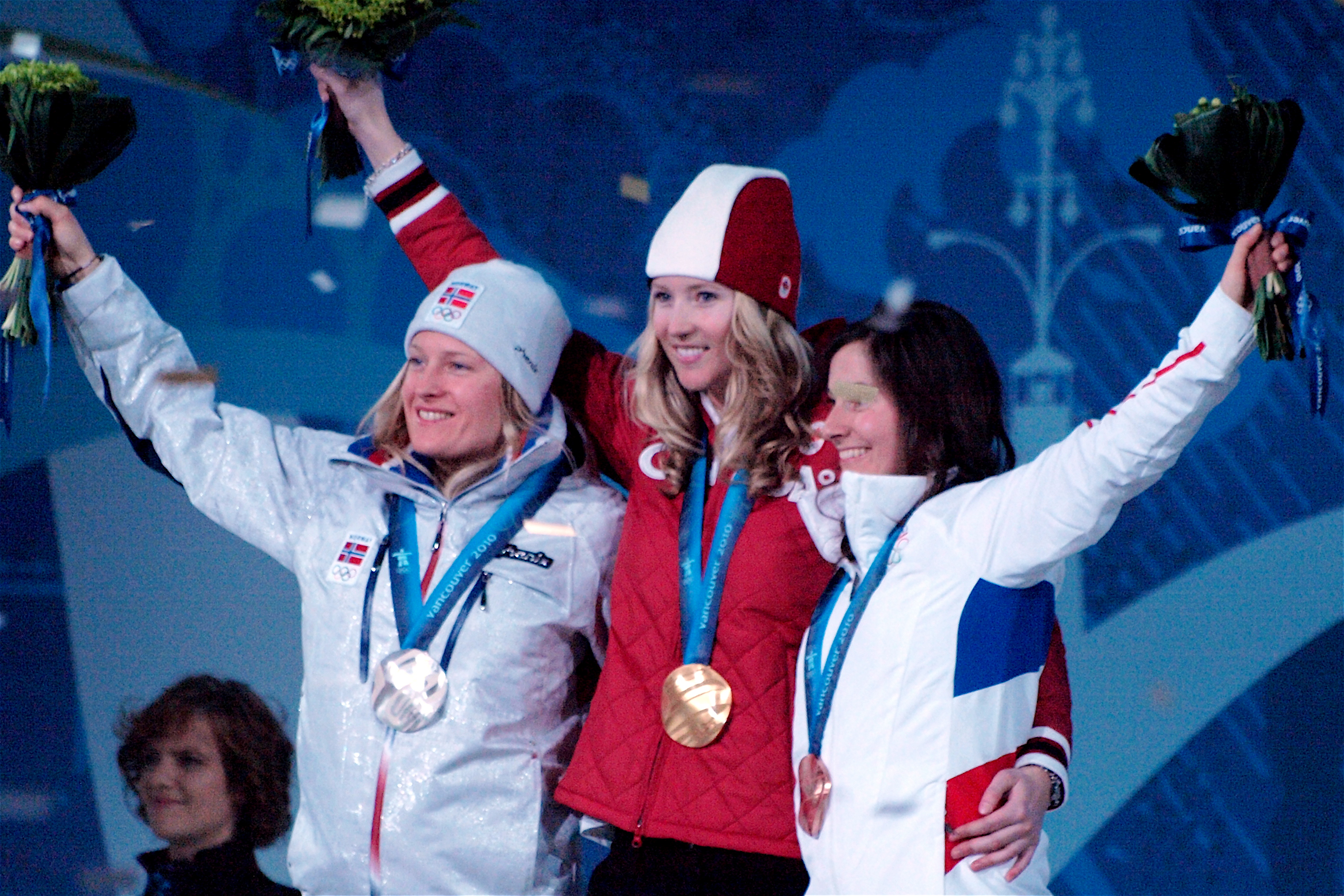
Marion Josserand lors de la remise de médaille des Jeux Olympiques de Vancouver

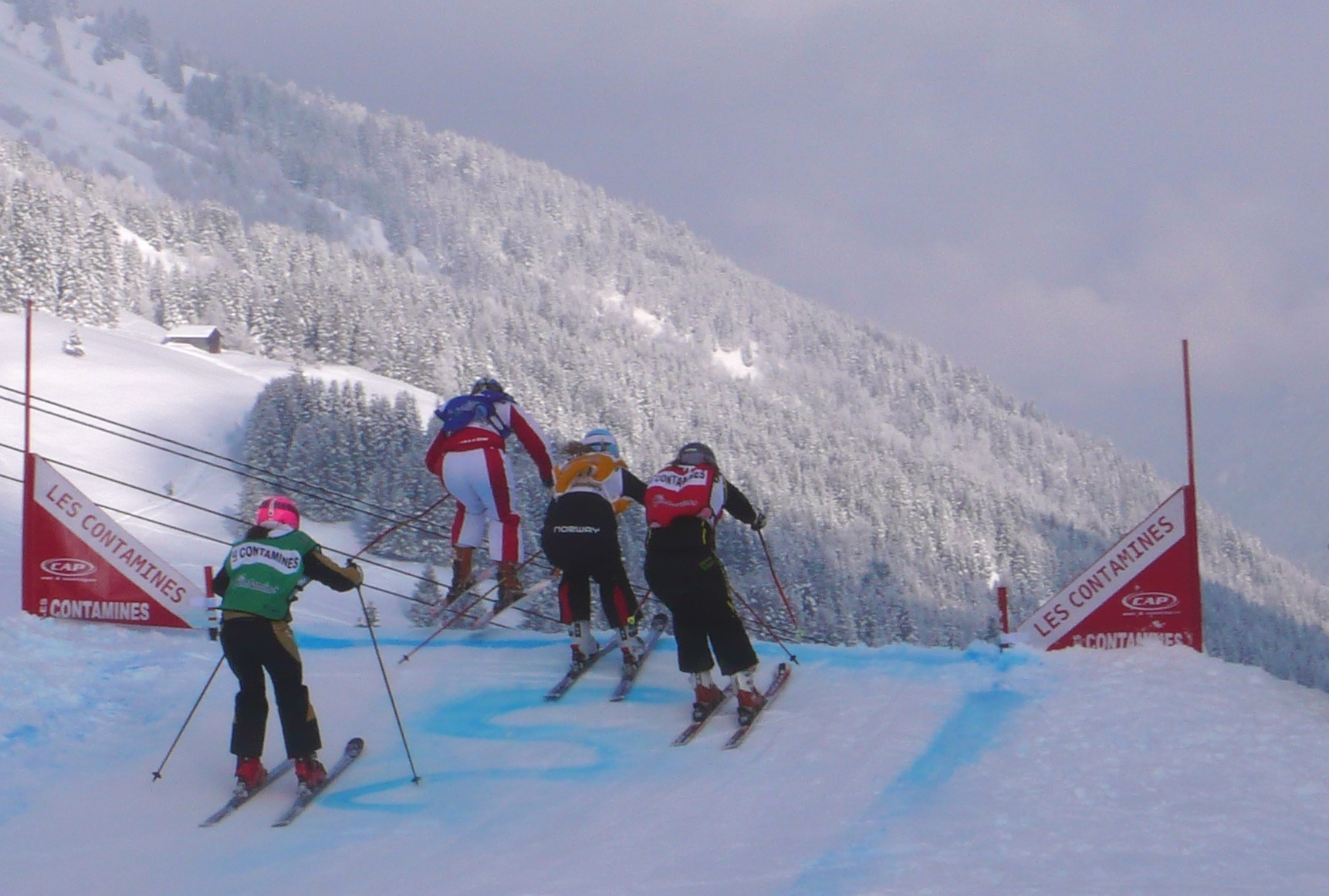
Marion Josserand (en vert) en route pour une sixième place, lors de la « petite finale » le 10 janvier 2010 aux Contamines.

Marion Josserand, née le 6 octobre 1986 à Saint-Martin-d'Hères, est une skieuse acrobatique française, licenciée à Chamrousse. Elle est spécialiste du skicross, et a notamment remporté une épreuve en Coupe du monde le 5 janvier 2009 à St. Johann in Tirol en ski cross. Elle avait fait ses débuts en coupe du monde le 10 janvier 2007 à Flaine où elle avait pris la 9e place. Lors de la saison 2008, elle avait lourdement chuté, se blessant à l'épaule lors d'une compétition à Tignes la privant de toute compétition durant une année.
Elle a gagné une médaille de bronze aux Jeux olympiques d'hiver de Vancouver en 2010. Devenant la première médaillé olympique française de l'histoire dans cette discipline.
Lors de la finale de l'épreuve de Coupe du monde de skicross qui s'est tenue le 16 janvier 2011 aux Contamines, Marion Josserand a chuté et a été victime d'une rupture des ligaments croisés du genou droit.
Par la suite, elle a obtenu plusieurs top 5 en Coupes du monde de ski cross avec des saisons entrecoupés à cause de plusieurs opérations du genou. Marion Josserand a tout de même participé aux Jeux olympiques de Sotchi avant de mettre un terme à sa carrière de sportive de haut niveau à la fin de l'année 2014. 

## Palmarès

### Jeux olympiques
- Jeux olympiques de Vancouver 2010 :
  -  Médaille de bronze au skicross.

### Championnats du monde
| Épreuve / Édition | Madonna di Campiglio 2007 | Inawashiro 2009 |
| Cross             | 6e                        | 11e             |

### Coupe du monde
- Meilleur classement au général :  6e en 2009
- 2 podium dont 1 victoire (en ski cross).

#### Détails des victoires
| Édition / Épreuve | Cross               |
| 2009              | St. Johann in Tirol |

### Championnats de France Elite
- Championne de France en 2010
- 3e en 2007

## Distinctions
Chevalier de l'Ordre national du Mérite en 2010.